# Marie Fikáčková
Marie Fikáčková (9 september 1936 – 13 april 1961) var en tjekkisk seriemorder. Hun blev født I Sušice

## Barndom og ungdom
Marie Fikáčková voksede op i en dårligt fungerende familie, og hendes eget ægteskab gik i stykker. Hun arbejde som sygeplejerske (zdravotní sestra) på hospitalet i Sušice, hvor hun var på barselsgangen.

## Mordene
Hun blev anholdt i 1960 og anklaget for at have myrdet en nyfødt baby. Under efterforskningen tilstod hun, at hun havde myrdet mindst 10 nyfødte babyer siden 1957. Hun slog sine ofre i hovedet, så de døde i løbet af timer eller dage. Motivet til mordene er aldrig helt blevet opklaret. 
Marie Fikáčková blev kun anklaget for to mord, da det ikke var muligt at bevise de ældre mord. Hospitalet manglede en kontrol, som kunne vurdere dødsfald hos nyfødte, og morderen blev opdaget ved et held. 
Hverken læger eller nogen fra ledelsen blev anklaget eller fyret, og hele sagen blev holdt hemmelig i årtier.

## Døden
Fikáčková blev dømt til døden, og hun blev henrettet ved hængning 